# Symphysodontella convoluta
Symphysodontella convoluta är en bladmossart som beskrevs av Fleischer 1908. Symphysodontella convoluta ingår i släktet Symphysodontella och familjen Pterobryaceae. Inga underarter finns listade i Catalogue of Life.